# Over Drive
Over Drive (オーバードライヴ Oobaa Doraivu?) es una serie de manga creada por Yasuda Tsuyoshi que ha aparecido en la revista japonesa Weekly Shonen Magazine desde el 5 de noviembre de 2005. Una adaptación del manga salió al aire el 3 de abril de 2007, y es producida por el estudio XEBEC. La historia gira en torno a un estudiante de primer año de secundaria, Mikoto Shinozaki, y su sueño de convertirse en el ciclista más grande del mundo y ganar El Tour de Francia.

## Argumento
Overdrive relata la historia de como Mikoto Shinozaki se comienza a interesar por el ciclismo, y de todos los problemas que tiene que superar para que su sueño de volverse el mejor ciclista se vuelva realidad.
La historia comienza con un flashforward al Tour de Francia , donde Mikoto Shinozaki se convertiría en el primer campeón japonés.
Tiempo antes de esto, y mientras siente un profundo flechazo por Yuki Fukazawa, Mikoto decide entrar en el club de ciclismo de su escuela secundaria como sugerencia de Fukuzawa, a pesar de que nunca ha practicado ningún deporte antes. Irónicamente, el líder del club es Yousuke, el hermano mayor de Fukuzawa y un reconocido corredor de su pueblo. El compañero de largo tiempo de ciclismo de Yousuke y vicepresidente del club, Kouichi Terao, ve en Shinozaki todo el potencial y el coraje necesario para convertirse en una leyenda en el camino del ciclismo.

## Personajes
Mikoto Shinozaki
El principal protagonista de la serie, estudiante de primer año y el tercer miembro del club de ciclismo de su escuela. Originalmente vivía una vida aburrida y tranquila además de ser acosado diariamente por los alumnos de segundo ciclo. Hasta que un día, cuando Yuki Fukazawa le pregunta si quisiera unirse al club de ciclismo de la escuela. Aunque él rechaza esta propuesta en primer lugar, debido a un trauma de la infancia que ha olvidado, encuentra a las bicicletas aterradoras así como también no recuerda cómo montar una.
Pero con ganas de impresionar a Yuki trata de entrenar en secreto y durante este (corto) tiempo empieza a realmente gustarle las bicicletas. Una cosa lleva a la otra y termina por unirse al club en el final y promete convertirse en el mejor ciclista del mundo. Yousuke, ve el potencial de Mikoto, felizmente lo acepta después de dejar que él tome una pequeña prueba. Kouichi, por otra parte es un poco reticente dado por la torpeza natural de Mikoto y su aspecto débil. Aunque él cambia de opinión después de ver a Mikoto realmente montar una bicicleta. A través de mucho trabajo duro se ha ganado el respeto de sus compañeros de equipo y de Yuki. Días antes de la carrera, Mikoto no estaba seguro de que era capaz de ir bien en ella, pero después de recibir un video de una carrera real de Terao estuvo ansioso por comenzar. Durante el transcurso de la carrera demostró ser un fuerte competidor, incluso después de poco entrenamiento. 
Yôsuke Fukazawa
Estudiante de tercer año y capitán de la escuelas de ciclismo del club y es un poco de un fanático cuando se trata de ella. Al igual que su hermana también le gusta jugar trucos sobre las personas, pero sobre todo a Mikoto. Un ejemplo es cuando Koichi explicó por qué los ciclistas tienen que afeitarse las piernas y cuando Mikoto dijo que quería hacer lo mismo Yosuke rapólos pero junto con su vello púbico también. Ha habido carreras de bicicleta desde su primera infancia, aunque no mucho querido por sus compañeros de equipo, ya que nadie fue capaz de seguir su ritmo. La excepción es su amigo Kôichi. Tanto Yousuke y Kôichi terminaron dejando el club de ciclismo y más tarde comenzó su propia cuenta. Sobresale en las carreras cuesta abajo. 
Kôichi Terao
Amigo de la infancia de Yôsuke y fundador del club de escuelas de ciclismo. Él tiene el cargo de capitán de secundaria. Se le conoce como una "máquina de secreto" debido a la forma en que investiga cada pequeño detalle sobre las condiciones de carrera y los principales contendientes. Debido a esto, él es el único que puede llevar a cabo todo el poder de Yôsuke. A menudo se menciona que él piensa Mikoto es muy lindo y también admira su fuerza y espíritu que es cabable de ser un verdadero ciclista. Él es un ciclista todo terreno y sirve de equipos domestique.
Takeshi Yamato
Compañero de clase, amigo y miembro de club de muchacho de Mikoto. Él tiene 15 años y conoce como Kurosuke, un apodo que él tiene aversión, cuando hacia fuera el ciclismo debido a su ropa todo-negra. Antes ha vivido en España. Él es un el especialista trepador.
Takanobu Terao
Padre de Kôichi y el director de equipo. Su esposa lo dejó hace mucho debido a su obsesión por las bicicletas. Posee una tienda de bicicleta, "la tienda de ciclismo de Terao".
Yuki Fukazawa
Ella es la hermana de Yôsuke y una estudiante de primer año. Ella fue la que introdujo Mikoto en el mundo cyclying. Ella puede ser muy manipuladora y mandona a todos a su alrededor y es propenso a golpearlos cuando ella se siente como que es Mikoto en su mayor parte. Ella también tiene el hábito de tomar fotos embarazosas de todos, pero sobre todo Mikoto. Al principio Yuki no podía realmente importa nada Mikoto y sus locuras, pero su opinión empezó a cambiar cuando vio la dedicación que podía ser. A pesar de que estaba empezando a ver Mikoto en una luz diferente que ella se negó a admitir esto a los demás y ella misma. En el episodio 9, Mikoto, con ganas de darle las gracias, se acercó a ella, pero tiene un cruel recepción de ella, por lo que parecía haberse dado por vencido. En su casa su madre intentó consolarla después de novio de Yuki la dejó a través de un mensaje de texto. Ella, pensando que era cruel, dijo que los hombres son desechables por lo que ella realmente no le importa. Su madre le dijo que uno de esos tipos desechables habían estado de pie afuera en la lluvia por un tiempo, cuando ella miró hacia fuera por la ventana que encontró Mikoto. Su madre le informó que él siempre había aparecido en sus fotos desde que estaban en la escuela media y parecían preocupados de que ella podría estar en problemas, y su madre dijo que un hombre realmente quiere ser útil a la persona que aman. Mikoto le informó de la carrera y la quiere asistir, diciendo que habrá competidores fuertes y lo más probable es que no va a ganar. Para que ella responde que él no puede ganar (ella dijo esto a sí misma como él sigue siendo fuera y ella está en el segundo piso en el interior).
Ella tiene 15 años.

## Lista de episodios
- Episodio - 01 "Chico conoce bicicleta." (Parte 1)

- Episodio - 02 "Chico conoce bicicleta." (Parte 2)

- Episodio - 03 "Toma una decisión"

- Episodio - 04 "Todo perro puede ser un león"

- Episodio - 05 "Mono genial, nena"

- Episodio - 06 "Dadle al demonio su cuota"

- Episodio - 07 "El hambre es lo mejor"

- Episodio - 08 "Conoce a tu enemigo como a ti mismo"

- Episodio - 09 "Las alas pequeñas vuelan alto"

- Episodio - 10 "Nadie sabe"

- Episodio - 11 "Una vez gallina, siempre un gallina"

- Episodio - 12 "Las reglas están para romperlas"

- Episodio - 13 "Los hombres silenciosos son profundos y peligrosos"

- Episodio - 14 "Los hijos del demonio"

- Episodio - 15 "Todo lo bueno se acaba"

- Episodio - 16 "Vamos a escalar"

- Episodio - 17 "El afan es un caballo desbocado"

- Episodio - 18 "Hechos, no palabras"

- Episodio - 19 "Los hombres son ciegos en su propia causa"

- Episodio - 20 "La prosperidad hace amigos, la adversidad los pone a prueba"

- Episodio - 21 "Vision sin acción es fantasear"

- Episodio - 22 "La intranquilidad yace en la cabeza que lleva una corona"

- Episodio - 23 "Los rencores rápidos suelen ser fatales"

- Episodio - 24 "El empeño lo consigue"

- Episodio - 25 "La alegría y la tristeza son vecinas de al lado"

- Episodio - 26 "Nunca sabes de lo que eres capaz hasta que lo intentas"

## Canción de apertura y canción final
- Opening: "WINDER ~Boku wa Koko ni Iru~" por Shōnen Kamikaze (eps 1-26).

- Ending 1: "Saihate no Parade" por Merry (eps 1-13).

- Ending 2: "Koi Suzumi" por DEL (eps 14-26).